# Фіруз Шах Сурі
Фіруз Шах Сурі (пом. 1554) — третій султан з династії Сурі. Був сином Іслама Шаха Сурі, після смерті якого успадкував престол у 12-річному віці. Був убитий за кілька днів після коронації племінником Шер Шаха, який став наступним правителем держави під іменем Мухаммад Аділь Шах.